# 아곡류

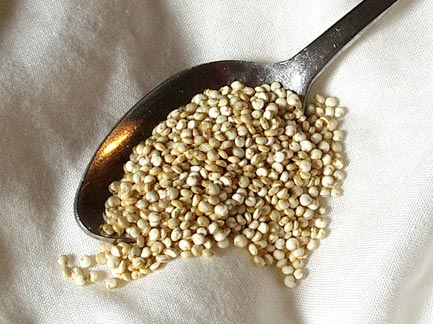
퀴노아

아곡류(亞穀類) 또는 유사곡류(類似穀類)란 벼과가 아닌데 쌀이나 밀 같은 곡류와 유사하게 먹고 가공할 수 있는 작물이다. 메밀, 퀴노아, 몇몇 비름속(아마란스) 등이 있다. 